# Apospasta stigma
Apospasta stigma är en fjärilsart som beskrevs av James John Joicey och Talbot 1915. Apospasta stigma ingår i släktet Apospasta och familjen nattflyn. Inga underarter finns listade i Catalogue of Life.